# Canal de la Martinique
Le canal de la Martinique (en anglais Martinique Passage) est un détroit  des petites Antilles dans les Caraïbes joignant la mer des Caraïbes (à l'ouest) à l'Océan Atlantique (à l’est). Large de 40,5 kilomètres, il sépare la Martinique au sud, de la Dominique au nord. Il est parfois improprement appelé canal de la Dominique